# Aesalus scarabaeoides
Aesalus scarabaeoides is een keversoort uit de familie vliegende herten (Lucanidae). De wetenschappelijke naam van de soort is voor het eerst geldig gepubliceerd in 1794 door Panzer.

## Kenmerken
De kevers bereiken een lichaamslengte van 5 tot 7 millimeter en hebben een zeer glanzend, donkerbruin gekleurd lichaam. In vergelijking met andere vliegende herten heeft de Aesalus scarabaeoides een meer gedrongen lichaam dat vergelijkbaar is met die van de beenderknagers (Trogidae).